# 南排河镇
南排河镇，是中华人民共和国河北省沧州市黄骅市下辖的一个乡镇级行政单位。

## 行政区划
南排河镇下辖以下地区：
海堡职工家属社区、歧口村、东高尘头村、西高尘头村、张巨河村、后唐家堡村、前唐家堡村、沈家堡村、李家堡村、赵家堡村、贾家堡村、刘家堡村、后范家堡村、前范家堡村、季家堡村、关家堡村、小辛堡村、大辛堡村、后徐家堡村、前徐家堡村、排河村和辛立灶村。